# Gymnocalycium monvillei
Gymnocalycium monvillei (Lem.) Britton & Rose es una especie fanerógama perteneciente a la familia de las Cactaceae. 

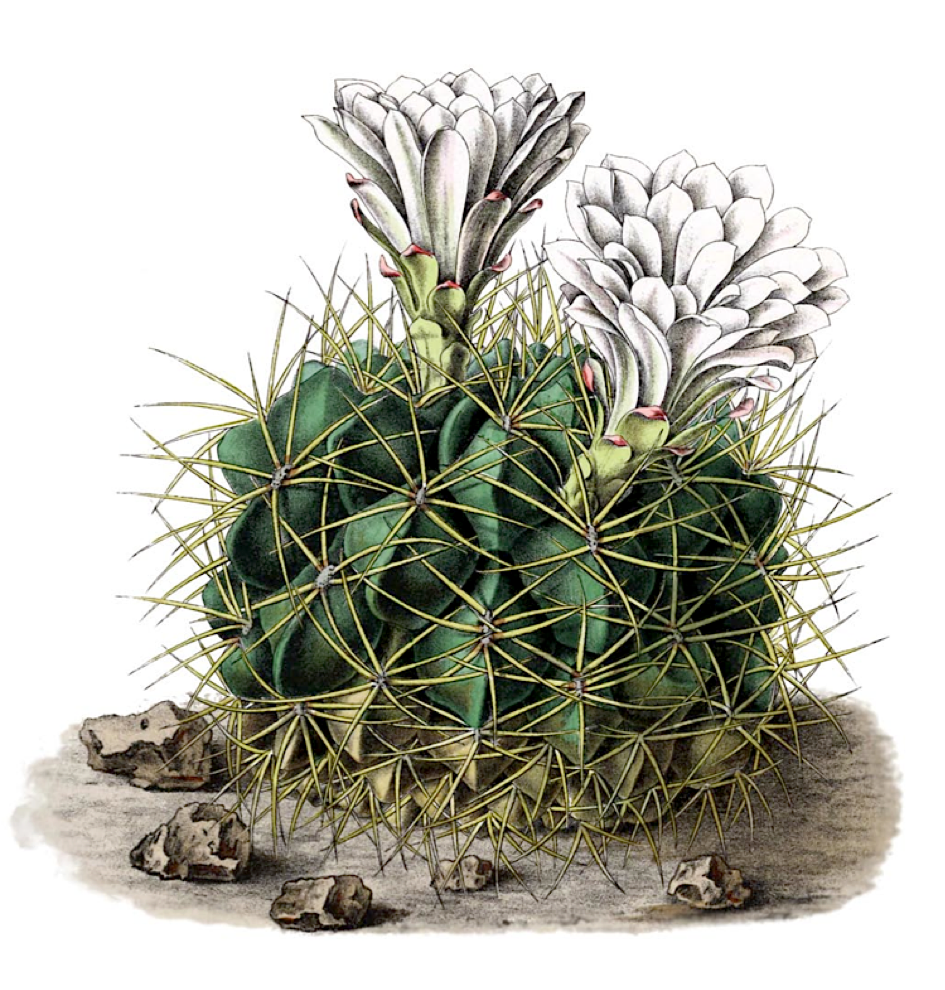
Ilustración

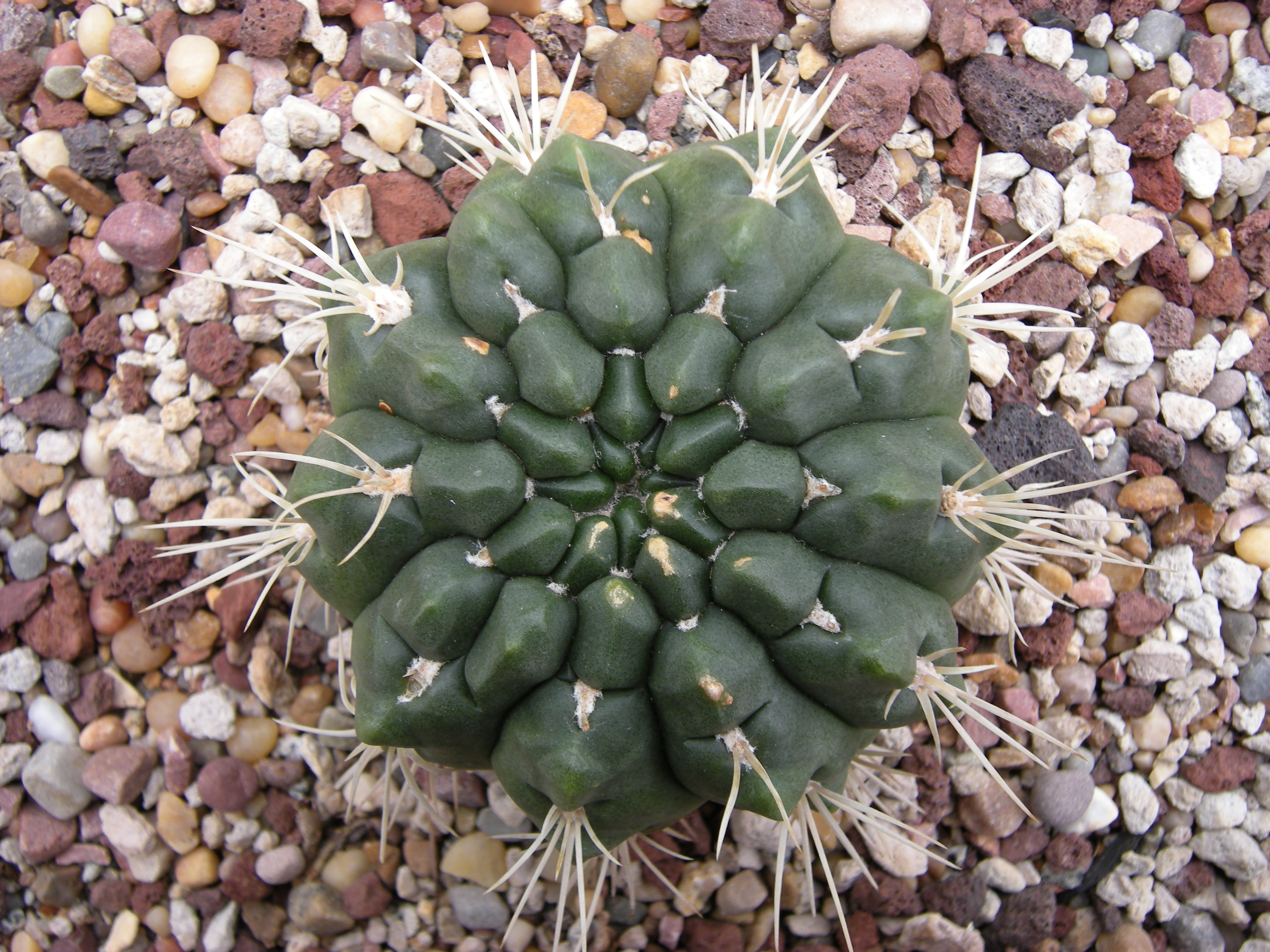
Vista de la planta

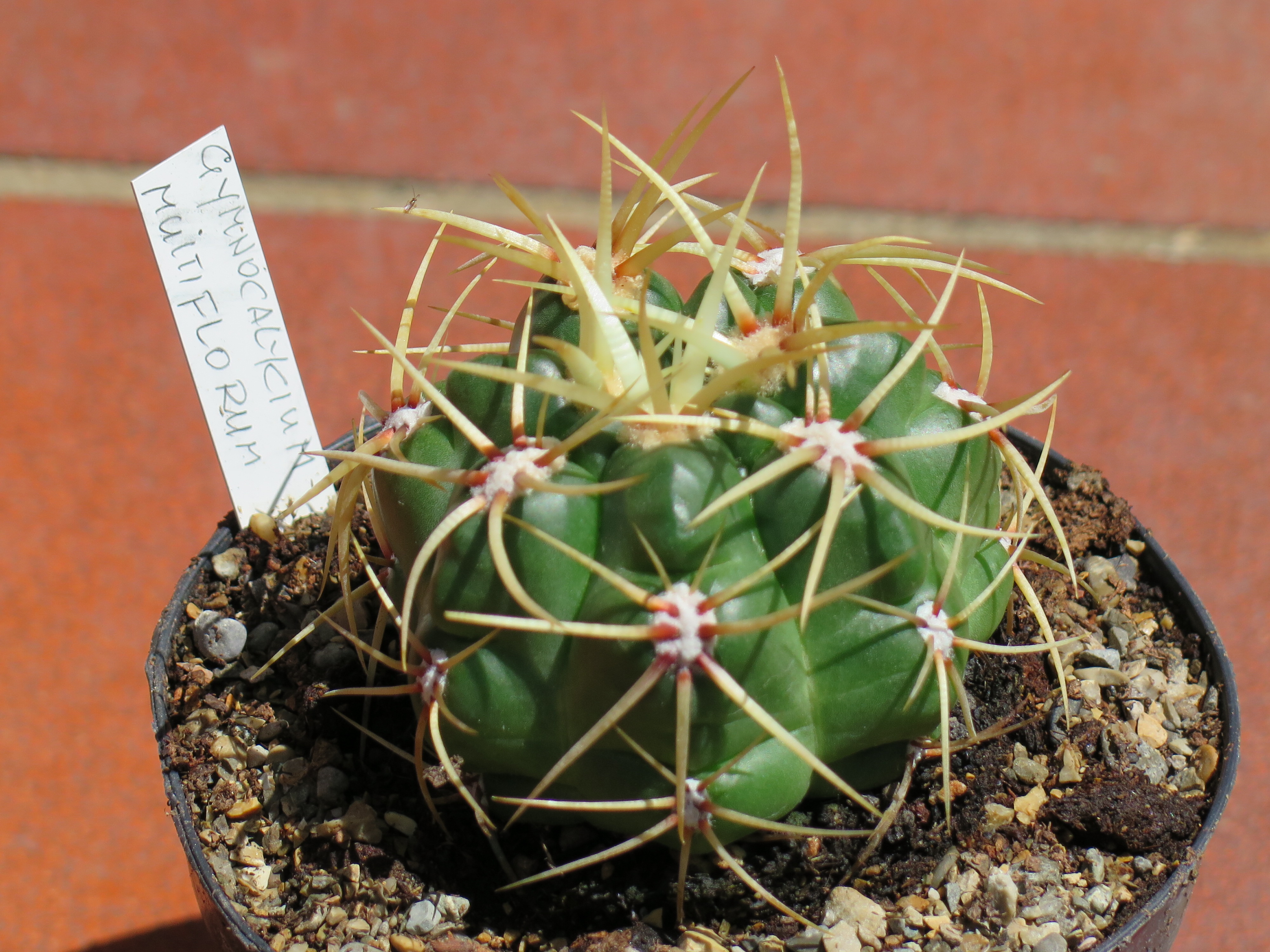
Otra vista de la planta

## Distribución
Es endémica de Argentina. Es una especie común que se ha extendido por todo el mundo.
Se encuentra en Córdoba y San Luis, en elevaciones de 500 a 2700 m s. n. m. La especie se encuentra en el Parque nacional Quebrada del Condorito y Reserva Hídrica Provincial la Quebrada, entre otros.

## Descripción
Gymnocalycium monvillei crece solitaria, es rara ramificada, con color verde oscuro, los tallos son esféricos o aplanados esféricos  que llegan  hasta los 20 cm de diámetro y a una altura 6-8 cm con una enorme raíz principal. Con la edad las plantas tienen una corta columna. Los 10 a 17 costillas, son anchas, romas y están claramente divididos en cúspides. Las areolas son ovales y tienen las espinas al lado con una lana de color blanquecino sucio fieltro. Las gruesas, fuertes y ligeramente curvas espinas son de color amarillento y tienen una base de color rojizo o violáceo con hasta cuatro cm de longitud en las espinas centrales que pueden ser hasta 6 y a veces, pueden estar ausentes. Las 7 a 13 espinas radiales son de 3 a 4 cm de largo. Las flores de color blanco, teñidas de rojo que pueden llegar a una longitud de 3 a 8 cm y tienen un diámetro de 4 a 9 a centímetros. Los estambres son blancos con polen amarillo. Los frutos son esféricos  de color verde a anaranjado opaco y alcanzan un diámetro de hasta 2 cm.

## Taxonomía
Gymnocalycium monvillei fue descrita por (Lem.) Britton & Rose y publicado en The Cactaceae; descriptions and illustrations of plants of the cactus family 3: 161, f. 169, 170. 1922.
Etimología
Gymnocalycium: nombre genérico que deriva del griego,  γυμνός (gymnos) para "desnudo" y κάλυξ ( kalyx ) para "cáliz" = "cáliz desnudo", donde refiere a que los brotes florales no tienen ni pelos ni espinas.
monvillei epíteto nombrado en honor del botánico francés Hippolyte Boissel de Monville.
Variedades
- Gymnocalycium monvillei subsp. monvillei
- Gymnocalycium monvillei subsp. achirasense (H.Till) H.Till
- Gymnocalycium monvillei subsp. brachyanthum (Gürke) H.Till
- Gymnocalycium monvillei subsp. horridispinum (Gerhart Frank ex H.Till) H.Till

Sinonimia
- Echinocactus monvillei
- Echinocactus multiflorus
- Gymnocalycium brachyanthum
- Gymnocalycium ourselianum
- Gymnocalycium schuetzianum
- Gymnocalycium achirasense
- Gymnocalycium horridispinum[4]